# Большая церковь Эмдена
Большая церковь в Эмдене (нем. Große Kirche in Emden) — евангелическая реформатская церковь в восточно-фризском городе Эмден; первый деревянный храм на этом месте был построен в X веке; «материнская церковь» (нидерл. Moederkerk) реформатских общин на севере Германии и в Нидерландах; является памятником архитектуры.

## История и описание
Строительство Большой церкви тесно связано с основанием фризского торгового поселения, которое впоследствии стало городом Эмден: деревня была основана в IX веке на правом берегу реки Эмс; в поселении располагалась небольшая деревянная церковь, возведённая около 966 года. Затем, около 1200 года, на месте деревянной церкви жители Эмдена начали строительство романского однонефного кирпичное здания с башней на западной стороне — церкви Святых Космы и Дамиана. В XIII веке данный храм был расширен в базилику, к которой уже в XIV веке были добавлены два боковых нефа; до 1403 года храм стал трехзальным.
25 ноября 1403 года церковь в Эмдене сильно пострадала от штормового прилива: ремонтные работы продолжались до 1453. В тот период старая западная башня-колокольня была снесена, а новая была построена с северной стороны. Хор был достроен в 1454 году — он был расширен около 1500 года, получив ризницу. В 1516—1517 годах последовала перестройка внутренних помещений храма. Ранее 1558 года графиня Анна Ольденбургская перенесла семейное захоронение из монастыря Мариенталь в Нордене в стены церкви в Эмдене. Между 1560 и 1570 годами церковь была перестроена.
В 1861 году полуразрушенная северная колокольня эмденского храма была снесена и заменена новым строением. Во время Второй мировой войны, в результате бомбардировки от 11 декабря 1943 года, церковь была разрушена. Между 1948 и 1949 годами на одной части её фундамента был построен новый храм, относящийся к Евангелическо-реформатская церкви Швейцарии: он известен как «Швейцарская церковь» (нем. Schweizer Kirche). Колокольня высотою в 65 метров была перестроена в 1965—1966 годах; однако большая часть церкви осталась руинами без крыши — только в 1980-х годах над ними была возведена аварийная кровля.
В 1992 году на месте бывшей церкви был заложен первый камень в основание Библиотеки имени Яна Лаского: расходы на строительство (почти 8 миллионов евро) были покрыты как из фондов Нижней Саксонии, так и из бюджета городом Эмден. Новая библиотека была открыта 22 ноября 1995 года: старые фрагменты, сохранившиеся в новом здании, относятся к позднеготической кладке, созданной в 1455—1509 годах.

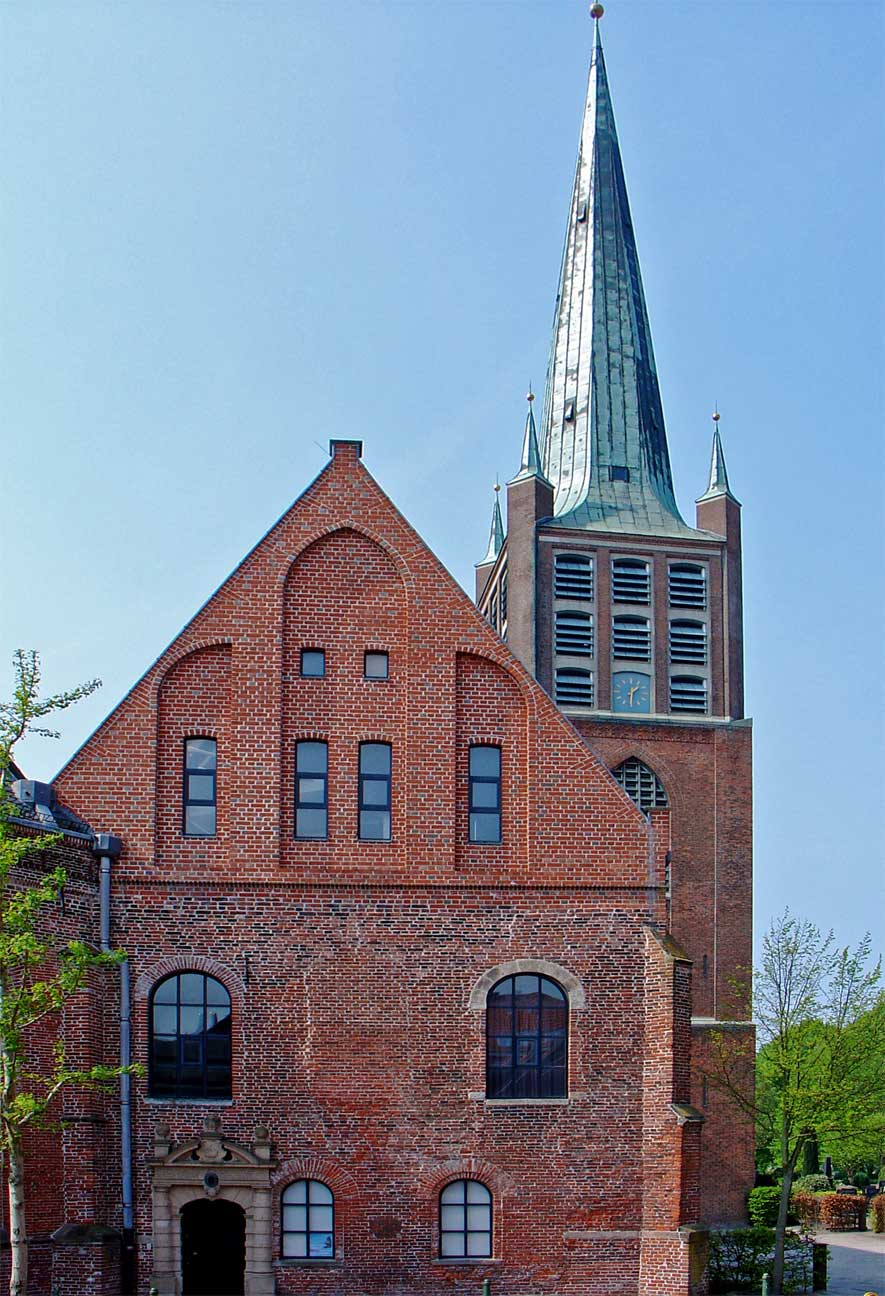
Библиотека им. Яна Лаского

### Большая церковь Эмдена в годы Реформации
Большая Церковь в Эмдене, в которой помещались три тысячи прихожан, получила наибольшую известность именно во времена Реформации: в этот период город характеризовался религиозным либерализмом, центральным местом которого стала церковь. Так, крещение Мельхиором Хоффманом трёх сотен взрослых людей в церкви в 1530 году ознаменовало начало анабаптистского движения на северо-западе Германии и в Нидерландах. Кроме того, Ян Лаский работал в храме с 1542 по 1549 год, конфликтуя с местным духовенством. Таким образом, Большая церковь стала отправной точкой Эмденской революции, сделавшей город квази-независимым государством.